# Dōshō
Dōshō (jap. 道昭; * 629; † 700) war ein buddhistischer Mönchsgelehrter (僧学者, sōgakusha) im Japan der Asuka-Zeit. Er vollzog die erste von vier Überlieferungen der Lehre der chinesischen Yogācāra-Schule Faxiang zong nach Japan, die dort als Hossō-shū bekannt wurde, eine der sogenannten sechs buddhistischen Schulen der Nara-Zeit. Seine Überlieferungslinie der Hossō-shū wurde später als Nan-ji-den (南寺伝; „Tradition des Südlichen Tempels“) bekannt.

## Studium in China
Dōshō reiste mit einer der damaligen kaiserlichen Gesandtschaften zum Tang-Hof (遣唐使, kentō-shi) nach China und studierte in der Hauptstadt Chang’an etwa sieben Jahre von etwa 653 bis 660 Yogācāra-Lehren unter Xuan Zang (603–664) und Kui Ji (632–682; chinesisch 窺基).
Dōshōs Laufbahn ist die am besten dokumentierte der 120 Teilnehmer der Botschaft von 653. Sein Vater war Esaka des Kabane Fune no Muraji. Er studierte von 653 bis 659 (oder 661) in China, angeblich direkt unter dem angesehenen Xuan Zang. Er gilt als der „erste Überträger der Hossō“ (hossō daiichiden), obwohl dies historisch nur dünn belegt ist. Das zweite Rikkokushi Shoku Nihongi schildert als erstes seine Biographie. Demzufolge habe er auch Chan unter Huiman (慧滿) studiert, was jedoch wohl Ausschmückung japanischerseits ist. Huiman war der berühmteste Mönch seiner Zeit, mit seinen zahlreichen Übersetzungen beschäftigt, leitete ein Kloster mit etwa 500 Mönchen und war von der Regierung als Ratgeber gefragt. 
Dōshō kehrte mit einer großen Zahl buddhistischer Schriften zurück, darunter wahrscheinlich auch Abhandlungen über Logik (skt. Hetu-vidyā; jap. 因明, immyō), eine bis dato in Japan unbekannte Disziplin.

## Tätigkeit in Japan
Gesichert ist, dass Dōshō in seinem Heimattempel Gangō-ji (zu der Zeit noch Hōkō-ji genannt) eine Meditationhalle (禅院, zen-in) errichten ließ und dort auch schon "retreats" abhielt. 698/11/5 wurde er zum Daisōzu ernannt, nachdem er eine Augenöffnungszeremonie für eine Amida-Statue und eine Stickerei (mit mehr als 100 Figuren) geleitet hatte.
Dōshō war einer der ersten, die in Japan das chinesische Bauingenieurwesen bekanntmachten, indem er beim Bau von Brücken, Dämmen, Bewässerungssystem und Brunnen und Straßen half. Diese Arbeit wurde von seinem berühmtesten Schüler, Gyōgi (行基; 668–748), fortgesetzt und weiter entwickelt.
Nach Dōshōs Tod wurde seine Leiche seinem letzten Willen gemäß in einer Feuerbestattung beigesetzt, das historisch erste Mal, dass dies in Japan auf eigenen Wunsch hin geschah.